# Ежманова (гмина)
Ежманова (пол. Jerzmanowa) — сельская гмина (волость) в Польше, входит как административная единица в Глогувский повет, Нижнесилезское воеводство. Население — 3061 человек (на 2004 год).

## Демография
| Перепись                       | Всего   | Всего | Женщины | Женщины | Мужчины | Мужчины |
| ------------------------------ | ------- | ----- | ------- | ------- | ------- | ------- |
| Единицы                        | человек | %     | человек | %       | человек | %       |
| Население                      | 3061    | 100   | 1595    | 52,1    | 1466    | 47,9    |
| Плотность населения (чел./км²) | 48,3    | 48,3  | 25,1    | 25,1    | 23,1    | 23,1    |

## Сельские округа
1. Бондзув
2. Гаики
3. Ячув
4. Ежманова
5. Курув-Малы
6. Куровице
7. Лагошув-Малы
8. Манюв
9. Модла
10. Поточек
11. Смардзув

## Соседние гмины
1. Гмина Глогув
2. Гмина Грембоцице
3. Гмина Польковице
4. Гмина Радванице
5. Гмина Жуковице